# Jel' me netko tražio?
Jel' me netko tražio? je bila hrvatska zabavno-glazbena emisija koja se prikazivala na programu HTV-u od 1991. do 1995.
Odvijala se u kafiću, a sastojala se od igranih humorističnih zgoda, skečeva i šala isprepletenih s glazbenim nastupima poznatih estradnih pjevača.

## Glumačka postava

### Glavni
| glumac/ica              | lik             |
| ----------------------- | --------------- |
| Ivica Zadro             | barmen          |
| Duško Gruborović        | Josip Brda      |
| Nives Ivanković         | Miki            |
| Željko Pervan           | Jozo            |
| Slavko Pintarić         | Štefek          |
| Žarko Potočnjak         | Srećko Leš      |
| Aki Rahimovski          | Ćevapćićko      |
| Semka Sokolović-Bertok  | Kristinka       |
| Đuro Utješanović        | Mileni          |
| Branimir Vidić          | Zvonimir Doline |
| Damir Mihanović Ćubi    | Roman           |
| Sanja Doležal           | Sanja           |
| Sanja Matejaš           |                 |
| Nela Eržišnik           | Nela            |
| Jasna Palić-Picukarić   | Renata          |
| Sultans of Shund (Šund) | kućni bend      |

### Gosti
- Đurđica Barlović
- Ivana Banfić
- Oliver Dragojević
- Kemal Monteno
- Fantomi
- Leteći odred
- Sandi Cenov
- E.T.
- Anamarija Karamatić
- Psihomodo pop
- Novi fosili
- Zlatko Pejaković
- Jasmin Stavros
- Neki to vole vruće
- Bijelo dugme
- Vlado Kalember
- Aki Rahimovski
- Boris Novković
- Alka Vuica
- Josipa Lisac
- Duško Lokin
- Davor Radolfi
- Jasna Zlokić
- Ivica Šerfezi
- Marko Perković Thompson
- Gibonni
- Alen Vitasović
- Neno Belan
- Matko Jelavić
- Branimir Mihaljević
- Gazde
- Dalibor Brun
- Dreletronic
- Severina
- Dado Topić
- Drugi način
- Boa
- Gabi Novak
- Ivo Robić
- Zlatni dukati
- Miro Ungar
- Vatrogasci
- Pips, Chips & Videoclips
- Danijel Popović
- Trio Gušt
- Aerodrom
- Zdravko Škender
- Indexi
- Kasandra
- Marinela Jantoš
- Nikita
- Plava trava zaborava
- Mladen Grdović
- Meri Cetinić
- Forum
- Kuzma & Shaka Zulu
- Crvena jabuka